# Consiglio superiore di sanità
Il Consiglio superiore di sanità è il massimo organo di consulenza tecnica e scientifica del Ministero della salute italiano. Svolge funzioni sia consultive sia  propositive nei confronti del dicastero ed esprime pareri tecnico-scientifici, ove richiesto (e, comunque, ogni volta sia obbligatorio per legge), a beneficio del ministro, delle direzioni generali del ministero, oltre che dell'Autorità giudiziaria, ove quest'ultima ritenga necessario interpellarlo per dirimere contenziosi.

## Storia
Il Regio Consiglio superiore di sanità fu istituito nel 1847 nel Regno di Sardegna col compito di "vegliare all'esercizio della medicina e della chirurgia, non che della ostetricia, della flebotomia e della farmacia". Oltre a un Presidente, di diritto il Procuratore generale presso la Corte d'appello di Torino, ne facevano parte 12 membri (6 ordinari e 6 straordinari), più il "conservatore del vaccino" per il vaiolo.
L'istituto fu ereditato dal Regno d'Italia attraverso la legge di unificazione amministrativa del 20 marzo 1865 n. 2248, la cosiddetta «Legge Ricasoli», ereditato quindi successivamente dalla legislazione della Repubblica italiana.
Le prerogative, l'organizzazione e il funzionamento del Consiglio superiore di sanità sono disciplinati dal decreto legislativo 30 giugno 1993, n. 266, dal decreto ministeriale 6 agosto 2003 n. 342, dal decreto del Presidente della Repubblica 28 marzo 2013, n. 44 e dal decreto legge n. 90 del 24 giugno 2014.
Il Consiglio è composto da 30 membri non di diritto, esperti nei vari settori della medicina e chirurgia e della sanità pubblica, nominati dal Ministro della salute, e da 26 componenti di diritto. I componenti non di diritto del Consiglio superiore di sanità durano in carica tre anni a decorrere dalla data di insediamento. 
Il Consiglio si articola in cinque sezioni tematiche, un comitato di presidenza e un'assemblea generale.

## Funzioni del Consiglio superiore di sanità
Il Consiglio superiore di sanità ha sia compiti consultivi che compiti propositivi. Esamina, su richiesta del Ministro della Salute, ciò che riguarda la sanità pubblica e viceversa può proporre al Ministro della Salute di esaminare i problemi che riguardano l'igiene e la sanità, o indagini scientifiche.
- prende in esame i fatti riguardanti la salute pubblica, su proposta del ministro della Salute;

- propone indagini scientifiche su avvenimenti di rilevante interesse nel campo dell'igiene e della sanità;
- propone la formulazione di schemi, norme e provvedimenti per la tutela della salute pubblica;
- propone la preparazione di norme per l'edificazione di opere per l'igiene pubblica (per es., ospedali, istituti di cura) da parte di pubbliche amministrazioni;
- esprime pareri obbligatori sui regolamenti e sulle convenzioni internazionali che riguardano la salute pubblica; sulle tabelle delle lavorazioni insalubri e dei coloranti nocivi; sulle norme per la tutela della salute pubblica; sugli insetticidi; sui lavori pericolosi delle donne e dei fanciulli e sulle norme igieniche del lavoro, sugli stupefacenti, sui servizi diretti a prevenire ed eliminare i danni delle emanazioni radioattive e delle contaminazioni atmosferiche.

## Presidenti
- 1865-1868: Maurizio Bufalini
- 1869-1871: Pietro Cipriani
- 1872-1877: Guido Baccelli
- 1878-1880: Francesco Ratti
- 1881-1886: Costanzo Mazzoni
- 1887-1915: Guido Baccelli
- 1916-1918: Camillo Golgi
- 1919-1935: Ettore Marchiafava
- 1935-1943: Dante De Blasi
- 1943-1950: Interruzione dell'attività per la guerra
- 1950-1966: Cesare Frugoni
- 1967-1975: Pietro Valdoni
- 1976-1981: Aldo Cimmino
- 1982-1990: Alessandro Beretta Anguissola
- 1991-1993: Giuseppe Zannini
- 1994-1996: Luigi Frati
- 1997-2005: Mario Condorelli
- 2006-2009: Franco Cuccurullo
- 2009-2014: Enrico Garaci
- 2014-2018: Roberta Siliquini
- 2019-2025: Franco Locatelli
- 2025-in corso: Alberto Siracusano